# الکساندر پیرس
الکساندر پیرس (به انگلیسی: Alexandre Pires) (زادهٔ ۸ ژانویه ۱۹۷۶) خوانندهٔ برزیلی است و خوانندگی را از سال ۱۹۹۰ آغاز کرد. او قبلاً خواننده گروه Só Pra Contrariar بوده و در اواخر دههٔ ۱۹۸۰ به این گروه پیوست.